# Санаторія імені Чехова
Санато́рія імені Че́хова (рос. Санатория имени Чехова, башк. Чехов исемендәге санаторий) — село у складі Альшеєвського району Башкортостану, Росія. Входить до складу Воздвиженської сільської ради.
Населення — 168 осіб (2010; 214 в 2002).
Національний склад:
- росіяни — 48 %